# Neptune Frost
Pour plus de détails, voir Fiche technique et Distribution.
Neptune Frost est un film de science-fiction musical rwandais et américain réalisé par Saul Williams et Anisia Uzeyman sorti en France en 2023.

## Synopsis
Dans un futur proche, au Burundi, Matalusa, un adolescent, travaille dans une gigantesque mine à ciel ouvert de coltan, minerai notamment utilisé pour fabriquer les composants électroniques de téléphones mobiles et des ordinateurs. Il habite dans un village bâti avec des restes de composants électroniques abandonnés dans une vaste décharge. Les conditions de travail sont insupportables, la misère règne et Matalusa se remet difficilement de la mort de son frère. Révolté, il utilise ses talents pour l'informatique afin de prendre la tête d'un groupe de hackers : MartyrLoserKing. Cela l'amène à faire une rencontre inattendue : Neptune, une hackeuse intersexe qui partage sa révolte. Tous deux unissent leurs efforts pour initier une insurrection contre la direction de la mine. Ils reçoivent dans leur lutte l'aide d'un mystérieux hacker utilisant un profil lié à la culture dogon.

## Fiche technique
- Titre original : Neptune Frost
- Réalisation : Saul Williams et Anisia Uzeyman
- Scénario : Saul Williams
- Musique : Saul Williams
- Décors : Cedric Mizero, Antoine Nshimiyimana
- Costumes : Cedric Mizero
- Photographie : Anisia Uzeyman
- Montage : Anisha Acharya
- Son : Skip Lievsay
- Production : Ekaterina Baker, Maria Judice, Ezra Miller et Saul Williams
- Sociétés de production : Lizland Films
- Société de distribution : Damned Distribution
- Pays de production : Rwanda, États-Unis
- Langues : kinyarwanda, anglais, swahili et français
- Genre : film de science-fiction musical
- Durée : 105 minutes
- Dates de sortie : France : 10 mai 2023 (en salles)

## Distribution
- Cheryl Isheja : Neptune
- Elvis Ngabo : Neptune (1)
- Eliane Umuhire : Memory
- Dorcy Rugamba : Innocent
- Rebecca Mucyo : Elohel
- Robert Ninteretse : Tekno
- King Kivumbi : Doro

## Conception du film
Le film est financé à l'aide d'une campagne de financement participatif sur Kickstarter en 2018. La campagne récolte 195 972 dollars américains, donnés par 1 398 personnes.

## Accueil

### Accueil critique
Le site agrégateur de critiques Rotten Tomatoes confère au film une note de 97% de critiques positives fondée sur 86 critiques de presse, avec pour résumé : « Débordant d'idées et d'ambition, Neptune Frost est un film qu'il est difficile de décrire... et auquel il est difficile de résister ».

## Distinctions

### Récompenses
- Festival international du film de Melbourne 2022 : Bright Horizons Award
- Festival du film underground de Boston 2022 : Prix du meilleur premier film

### Nominations
- Film Independent's Spirit Awards 2023 : Meilleure photographie
- GLAAD Media Awards 2023 : Meilleur film en sortie limitée
- Festival de Cannes 2021 : Caméra d'or et Queer Palm